# Danielle Gaubatz
Danielle Gaubatz (* 22. Januar 1974 in Stuttgart) ist eine deutsche Schauspielerin.
Gaubatz absolvierte eine Schauspielausbildung in München. Bisher war sie in mehreren Theateraufführungen zu sehen. Danielle Gaubatz wurde durch ihre Hauptrolle der Susann Witt in der Kinder- und Jugendserie fabrixx bekannt. Des Weiteren wirkt sie auch als Sprecherin von Hörbüchern.